# نیروگاه گازی بوشهر
نیروگاه گازی بوشهر (در ورودی شهر بوشهر، تأسیس ۱۳۵۴)، یکی از نیروگاه‌های ایران از نوع گازی با ظرفیت اسمی تولید ۵۰ مگاوات است که شامل ۲ واحد گازی ۲۵ مگاواتی با ژنراتورهای مدل GE-F5 آلستوم است.
نیروگاه گازی بوشهر یکی از قدیمی‌ترین نیروگاه‌های کشور است. این نیروگاه با توجه به به شرایط کارکرد واحدها و شرایط جوی نمی‌تواند بیش از ۵۴ مگاوات برق تولید کند. کارکرد این نیروگاه تاکنون حدود ۹۰٬۰۰۰ ساعت بوده‌است.

## منبع
1. ↑  Untitled Page

- «نیروگاه گازی بوشهر». شرکت مدیریت تولید برق جنوب فارس. دریافت‌شده در ۴ آوریل ۲۰۱۱.